# Глазунов Олександр Костянтинович
Олександр Костянтинович Глазунов (рос. Алекса́ндр Константи́нович Глазуно́в'; 29 липня (10 серпня) 1865, Санкт-Петербург — 21 березня, 1936 Париж) — російський і радянський композитор, диригент і педагог.

## Життєпис

### Ранній період
Олександр Костянтинович Глазунов народився 10 серпня 1865 року в Петербурзі в сім'ї книговидавця. Його батьки були музикантами-аматорами: батько грав на скрипці, а мати — непогано грала на фортепіано і мала схильність до компонування музики.
У дім Глазунових приходив Балакирєв — він давав уроки музики матері композитора. Саме Балакирєв звернув увагу на музичні здібності дванадцятирічного Сашка, з яким на той час займався піаніст М. Єленковський. Єленковський також помітив нахил хлопця до композиції (Глазунов почав роботу над оперою «Рустем і Зораб» за поемою Жуковського, якої, втім, не закінчив), і старався розвивати ці здібності. За порадою Балакирєва, з початку 1880 року для занять з Глазуновим запросили Миколу Римського-Корсакова.
Вже у 1881 році Глазунов мав у своєму доробку низку творів: «Шість угорських танців» для скрипки з фортепіано, кілька п'єс для симфонічного оркестру, кілька романсів та численні фортепіанні п'єси. У березні 1882 року на концерті Безкоштовної музичної школи під батутою Балакирєва виконали Першу симфонію Олександра Глазунова, що принесла авторові успіх і дозволила увійти в колектив петербурзьких композиторів на рівних правах. В цьому ж році, під керівництвом Римського-Корсакова, Перша симфонія прозвучала і в Москві.
Восени 1882 року починає поступово збиратися Бєляєвський гурток, і Глазунов стає активним його учасником. У 1883 році Олександр Глазунов поступає на історико-філологічний факультет Петербурзького університету, але, вирішивши повністю присвятити своє життя музиці, провчився там недовго.
Улітку 1884 року, Глазунов і Беляєв вирушили у закордонну мандрівку, яка принесла композитору багато вражень і мала вплив на його подальшу творчість.
В першій половині 80-х років композитор написав дві увертюри на грецькі теми, оркестрову елегію «Пам'яті героя», Перший квартет, серенаду, сюїту, а також деякі інші твори.
У 1885 році була створена симфонічна поема «Стенька Разін», присвячена Бородіну, у 1886 — Друга симфонія, симфонічна фантазія «Ліс», Другий квартет.
В цей період Глазунов (разом з Римським-Корсаковим) працює над завершенням опери «Князь Ігор» Бородіна (Бородін помер у 1887 році, не встигнувши завершити цей твір). Допрацювання опери великою мірою стало можливим завдяки винятковій музичній пам'яті Глазунова.
В кінці 80-х композитор пише Третій струнний квартет, Третю симфонію. Ці твори завершують юнацький період творчості Олександра Глазунова.